# Astragalus carduchorum
Astragalus carduchorum är en ärtväxtart som beskrevs av Pierre Edmond Boissier. Astragalus carduchorum ingår i släktet vedlar, och familjen ärtväxter. Inga underarter finns listade i Catalogue of Life.